# Городище Друге (Брасовський район)
Городище Друге (рос. Городище 2-е) — присілок у Брасовському районі Брянської області Росії. Входить до складу муніципального утворення Столбовське сільське поселення.
Населення — 30 осіб.
Розташоване за 8 км на південний схід від села Глодневе, на західній околиці селища Летча.

## Історія
Згадується з початку XVII століття як Іванідинський острожок (у складі Глодневського стану Комарицької волості); з 1628 року — як село (Городище, Іванідинське Городище, Нове Городище) з храмом Косми й Даміана. У 1823 році занепала церква була розібрана, і колишнє село Городище стало вважатися селом парафії села Овчухи.
До 1778 року Городище належало до Севського повіту, у 1778—1782 рр. до Луганського повіту Орловського намісництва, у 1782—1928 рр. — до Дмитрівського повіту (з 1861 року — у складі Веребської волості, з 1923 року — Глодневської волості). У XIX столітті — володіння Кушелєва-Безбородька.
З 1929 року — в Брасовського районі. До 2005 року входило до складу Городищенської (2-ї) сільради (до 1980-х рр. — його адміністративний центр).

## Населення
За найновішими даними, населення — 30 осіб (2013).
У минулому чисельність мешканців була такою:
| Роки      | 1858 | 1866 | 1893 | 1923 | 1979 | 1989 | 2002 | 2010 |
| --------- | ---- | ---- | ---- | ---- | ---- | ---- | ---- | ---- |
| Населення | 301  | 337  | 468  | 505  | 75   | 53   | 48   | 38   |